# ألكسندرا أغوستون
ألكسندرا أغوستون أوكونور  (ولدت في 24 يونيو 1987) المعروفة باسم ألكسندرا أغوستون ، هي عارضة أزياء أسترالية.